# Friedrich Kruspi
Friedrich Kruspi (* 8. März 1898 in Berlin; † 25. November 1965 ebenda) war ein deutscher Ingenieur, Beamter und Politiker (LDP/FDP).
Nach dem Abitur war Kruspi zunächst als Soldat im Ersten Weltkrieg aktiv. Anschließend studierte er an der Technischen Hochschule Berlin und schloss mit dem Diplomingenieur für Allgemeinen Maschinenbau ab. Von 1921 bis 1923 war er Assistent an der Technischen Hochschule und wurde dort promoviert. Ab 1922 war er Mitglied der DVP und Vorsitzender des Reichsausschusses der Hochschulgruppen der DVP. 1924/25 war er Schriftleiter der Zeitschrift Technik und Wirtschaft des Vereins deutscher Ingenieure. Von 1926 bis 1930 betätigte er sich als Geschäftsführer industrieller Verbände, 1931/32 mit einem Sonderauftrag des preußischen Kultusministeriums. Von 1932 bis 1935 war er für den Deutschen Verein der Gas- und Wasserfachmänner aktiv, danach freiberuflich tätig. Von 1940 bis 1945 war er als Leiter der Zentralstelle für Werkzeugmaschinen des Reichsluftfahrtministeriums tätig.
Ab 1945 war Kruspi Mitglied der LDP/FDP und von 1947 bis 1949 Fraktionsvorsitzender in der Bezirksverordnetenversammlung im Bezirk Wilmersdorf. Er war Leiter des Berliner Hochschulamts und Magistratsdezernent. Ab 1954 wirkte er als Senatsdirektor in der Berliner Senatsverwaltung für Volksbildung.
Kruspi war 1948 bis 1950 Mitglied der Stadtverordnetenversammlung und von 1950 bis 1954 des Abgeordnetenhauses von Berlin.